# Anikó Meksz
Anikó Meksz, född den 18 juni 1965 i Szekszárd, Ungern, är en före detta ungersk handbollsmålvakt.

## Klubblagskarriär
Vid nio års ålder började hon sin karriär i laget Tolnai Red Flag. 1976 skrev han på för division 2-klubben Mözsi TSZ SK. Anikó Meksz debuterade i ungerska ligan för Tatabánya KC 1982. Hon var målvakt i Dunaferr SE från 1986 till 1996, och med Dunaferr vann hon cupvinnarcupen i handboll 1995. Efter OS flyttade hon till Frankrike för att spela för AS Bondy, där hon spelade i tre år. Hon var spelande tränare  i Alfortville fram till hon avslutade spelarkarrären 2002. Efter 2002  började hon arbeta som professionell tränare för Alfortville.

## Landslagskarriär
Anikó Meksz spelade 110 landskamper och gjorde ett mål från 1990 till 1997 för Ungerns damlandslag i handboll. Hennes största internationella meriter var en silvermedalj vid Världsmästerskapet i handboll för damer 1995 och OS-brons i damernas turnering vid de olympiska handbollstävlingarna 1996 i Atlanta.

## Meriter i klubblag
- Magyar Kupa:
  - : 1994 med Dunaferr SE
- EHF-cupvinnarcupen:
  - : 1995 med Dunaferr SE